# 德皇腓特烈三世号战列舰
德皇腓特烈三世号战列舰是德意志帝国海军所建造的五艘德皇腓特烈三世级前无畏战列舰的首舰。它于1895年3月开始在威廉港的帝国船厂铺设龙骨，1896年7月下水，至1898年10月完工。该舰在两座双联装炮塔中装备有四门240毫米40倍径速射炮作为主炮，副炮则由十八门150毫米40倍径速射炮组成。
在持续了一年多的海试和修订工作后，德皇腓特烈三世号于1899年10月入役，成为海因里希亲王在德国练习舰队第一战列分舰队的旗舰。第一分舰队每年主要进行训练演习，并多次出访其他欧洲国家，尤其是英国和瑞典-挪威。1901年，该舰在波罗的海触礁后严重受损；这一事件促使后来的德国战列舰改变了设计，使它们抵抗水下破坏的能力更强。德皇腓特烈三世号于1908年进行了全面的现代化改造；其副炮被重组，舰艛亦作削减以减轻顶部的重量。1910年年重新入役后，它被编入预备役编队；在接下来的两年里，该舰一直处于搁置状态，仅在每年的舰队演习时才启用。它于1913年和1914年未再参与任何现役活动，直至1914年7月第一次世界大战爆发。尽管已经过时，但德皇腓特烈三世号及其姊妹舰在战争最初几个月仍作为岸防舰被动员至第五战列分舰队服役，负责保卫德国的北海海岸线。这些舰只也在波罗的海参与了两次行动，但并未遭遇任何敌对军舰。至1915年2月，德皇腓特烈三世号被撤出现役，并于同年11月完全退役，此后曾分别充当过监狱船和宿营船使用。它最终于1920年拆解报废。

## 设计

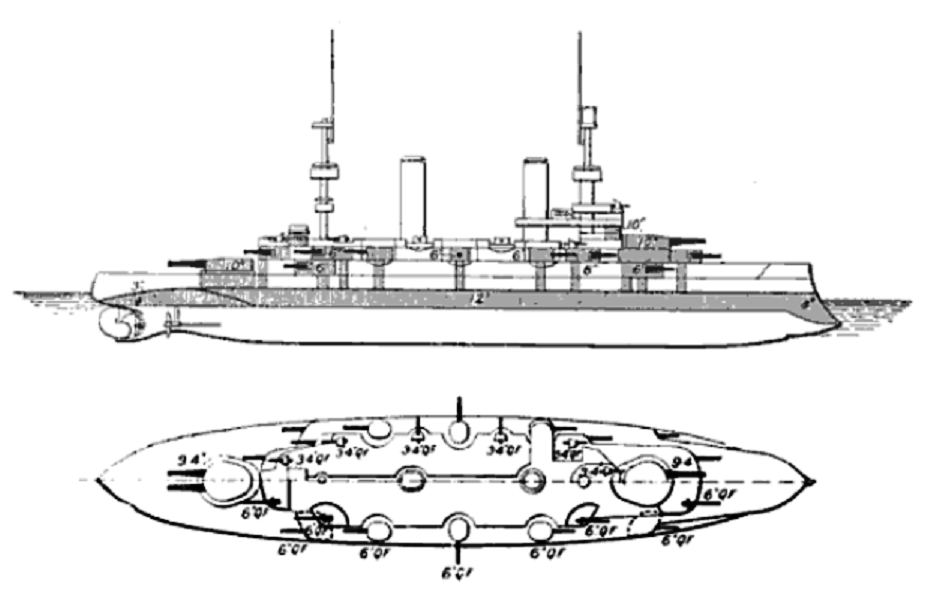
德皇腓特烈三世级线条画

在德意志帝国海军于1889年订购了四艘勃兰登堡级战列舰后，由于受到预算限制、帝国议会反对以及缺乏连贯舰队计划的相结合影响，导致进一步购买战列舰的计划被推迟。随着前国家海军办公室国务大臣列奥·冯·卡普里维于1890年就任德国总理，海军中将弗里德里希·冯·霍尔曼成为新任海军国务大臣。霍尔曼于1892年提请订购一艘新的战列舰，以取代建于二十年前的老式铁甲舰普鲁士号，但前一年缔结的法俄同盟却使得政府将注意力集中在扩大陆军的预算上。议会的反对迫使霍尔曼将计划推迟至第二年，当时卡普里维发表了支持该项目的讲话，指出俄国近期的海军扩张威胁到了德国在波罗的海的海岸线。1893年末，霍尔曼呈递了海军1894－1895年度的预算案，再次要求替换普鲁士号，并获得批准。新舰摒弃了勃兰登堡级的六门火炮布置，取而代之的是四门大口径炮，这是同期其它国家海军的标准配置。
德皇腓特烈三世级号的水线长度和全长分别为120.9米和125.3米，舷宽20.4米，有7.89米的前吃水和8.25米的后吃水。舰只所设计的标准排水量为11,097吨，满载排水量则可达11,785吨。其推进是通过三台三缸立式三胀蒸汽机以驱动三副螺旋桨来实现。蒸汽由四台桑尼克罗夫特和八台筒形锅炉供应，均为燃煤式，并通过两具高耸的烟囱排放。推进装置的额定功率为13,000匹公制馬力（12,820匹指示馬力；9,560千瓦特），最高速度达17.5節（32.4每小時）。标准船员编制则从658至687名官兵不等。
德皇腓特烈三世号的主炮为四门240毫米40倍径速射炮，它们安装在分居中央舰艛一前一后的两座双联装炮塔内。副炮则包括十八门塔装或廓装混合布置的150毫米40倍径速射炮。针对鱼雷艇的近距离防御武器由十二门88毫米30倍径速射炮组成，全部安装在炮廓内。舰只亦搭载有十二门37毫米机关炮，但后来被移除。武器套件中还有六具450毫米鱼雷发射管，均布置于舰体水上部分的旋转支架上。德皇腓特烈三世号的装甲带厚度从150至300毫米不等，主甲板装甲的厚度为65毫米。司令塔和主炮炮塔装有250毫米厚的的装甲板，副炮炮廓则受到150毫米厚的装甲保护。

## 服役历史

### 建成至1900年

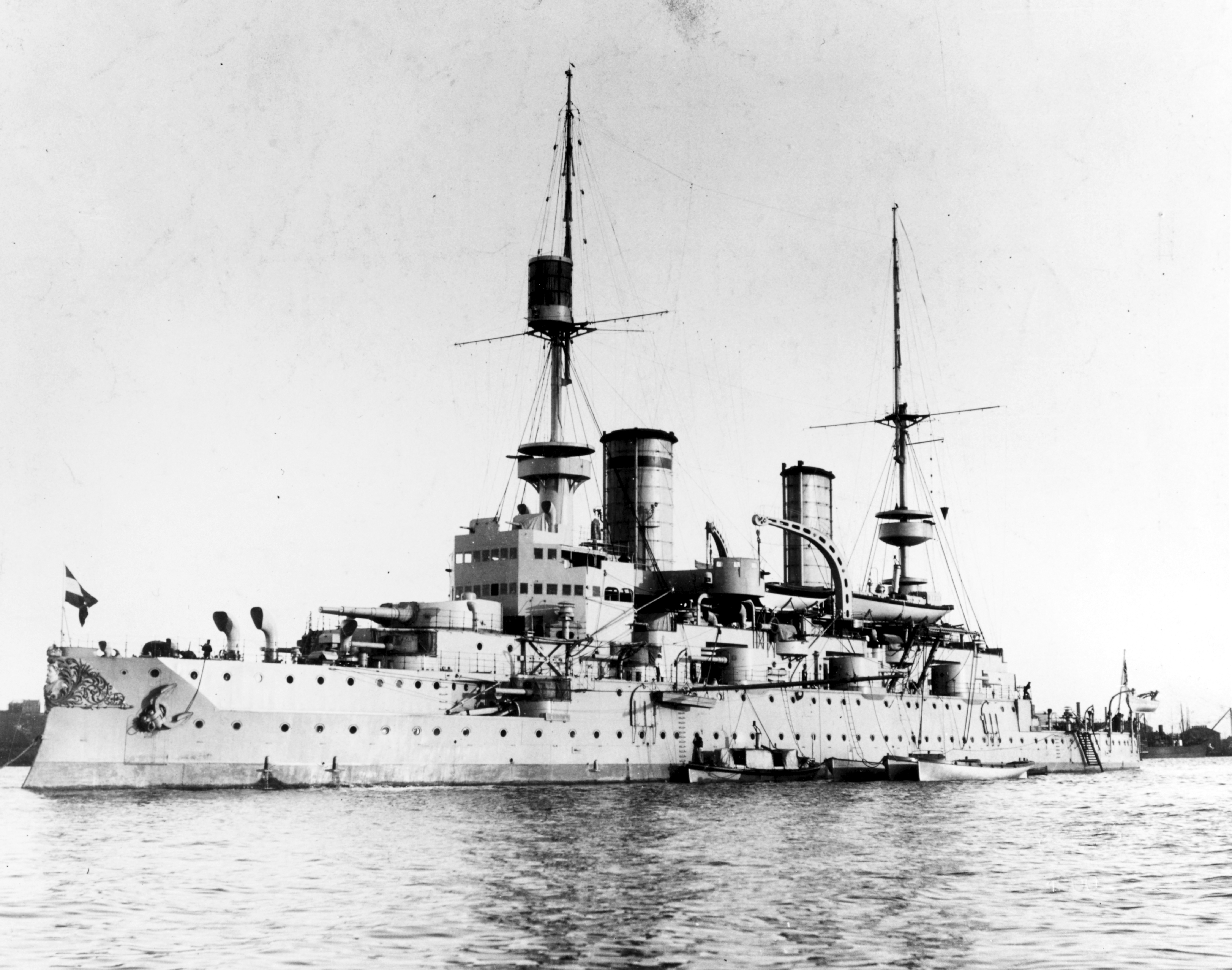
德皇腓特烈三世号（1900年）

德皇腓特烈三世号是根据1894－1895年的造舰计划，为替换老旧的铁甲舰普鲁士号而以“普鲁士代舰”（Ersatz Preussen）作为合同代号订购。其龙骨自1895年3月5日开始在威廉港的帝国船厂架设，建造序列为22。德意志皇帝威廉二世作为新舰得名者之子，将第一枚铆钉敲入龙骨。舰只于1896年7月1日下水，威廉二世再度出席，这次是发表下水演说。1898年10月7日，德皇腓特烈三世号投运，随之在波罗的海进行海试。试航主要关注的是三轴结构如何在德皇腓特烈三世号这样规模的舰上运作；因之前的勃兰登堡级是使用双螺旋桨轴。1899年2月中旬海试完成后，该舰返回威廉港并停运，以便修补在试验期间发现的缺陷。这项工作的耗时比原计划更长，因其主炮尚未及交付，致使它在这一年的大部分时间里都处于停机状态。
在1899年10月21日重新投运后，德皇腓特烈三世号被编入练习舰队（Übungsflotte），在海军中将保罗·霍夫曼麾下第一战列分舰队的第二支队服役。它是取代了已于前一天退役的铁甲舰巴登号的位置，从而成为第二支队旗舰，受海军少将威廉·冯·比克泽尔指挥。在加入所属部队之前，德皇腓特烈三世号和通报舰赫拉号先被派去护送威廉二世的游艇霍亨索伦号前往英国，让德皇去看望其祖母维多利亚女王。这些舰艇于11月17日离开德国，11月18日至20日在多佛尔停留，然后于20日前往朴茨茅斯，并在那里驻泊了三天。返程途中，它们于11月24日至29日在荷兰的弗利辛恩停留，然后继续前往基尔，至12月1日抵达。
1900年1月24日，当比克泽尔把他的将旗转移到德皇腓特烈三世号时，该舰终于正式承担起第二支队的旗舰职责。4月2日，第一分舰队驶至但泽湾，在当地停留了四天。次月，它们于5月7日开始驶入北海巡航；在这次行程中，舰只分别于5月12日至15日在设德兰群岛的勒威克和5月18日至22日在挪威的卑尔根停留。它们在离开卑尔根四天后回到基尔。7月初，四艘勃兰登堡级战列舰被派往亚洲镇压义和团运动，促使练习舰队进行重组。于是在8月15日至9月15日的年度舰队演习中，只有德皇腓特烈三世号和德皇威廉二世号两艘战列舰可用。为此，铁甲舰萨克森号、符腾堡号以及六艘齐格弗里德级岸防舰也加入它们的行列。在整个演习期间，德皇腓特烈三世号被编入“德国”部队，该部队必须与敌对的“黄色”分舰队作战。其后，比克泽尔成为第一分舰队的副司令，但他仅在德皇腓特烈三世号舰上短暂留任，随即将自己的战旗转移到铁甲舰符腾堡号舰上。海军少将马克斯·冯·菲舍尔于9月30日接替了他的职位，但此后不久，德皇腓特烈三世号便进入旱坞接受年度检修。
11月1日，接替霍夫曼担任第一分舰队司令的海军中将海因里希亲王在德皇腓特烈三世号舰上升起了将旗；在接下来的三年里，该舰一直承担着分舰队旗舰的职责，期间仅在8月至9月的年度舰队演习期间中断，因帝国海军总监、海军上将汉斯·冯·克斯特这时会在德皇威廉二世号舰上指挥舰队。整个11月，该分舰队的所有舰只都在进行单独训练。1900年11月17日，德皇腓特烈三世号在完成训练演习后前往基尔。期间德皇威廉二世号试图超越德皇腓特烈三世号，因此后者停下来，以便让前者通过左舷。然而，由于恢复航行的命令下达得太快，该舰意外地撞上了德皇威廉二世号。德皇腓特烈三世号的舰艏遭到轻微损伤，而其姊妹舰则是在舵机舱室中稍稍受损。维修工作于三天内完成，两艘舰都不需要进入旱坞。12月4日，这些舰只开始冬季训练巡航，期间于12月10日至12日在挪威的拉尔维克停留。三天后，分舰队返回德国。

### 1901年触礁

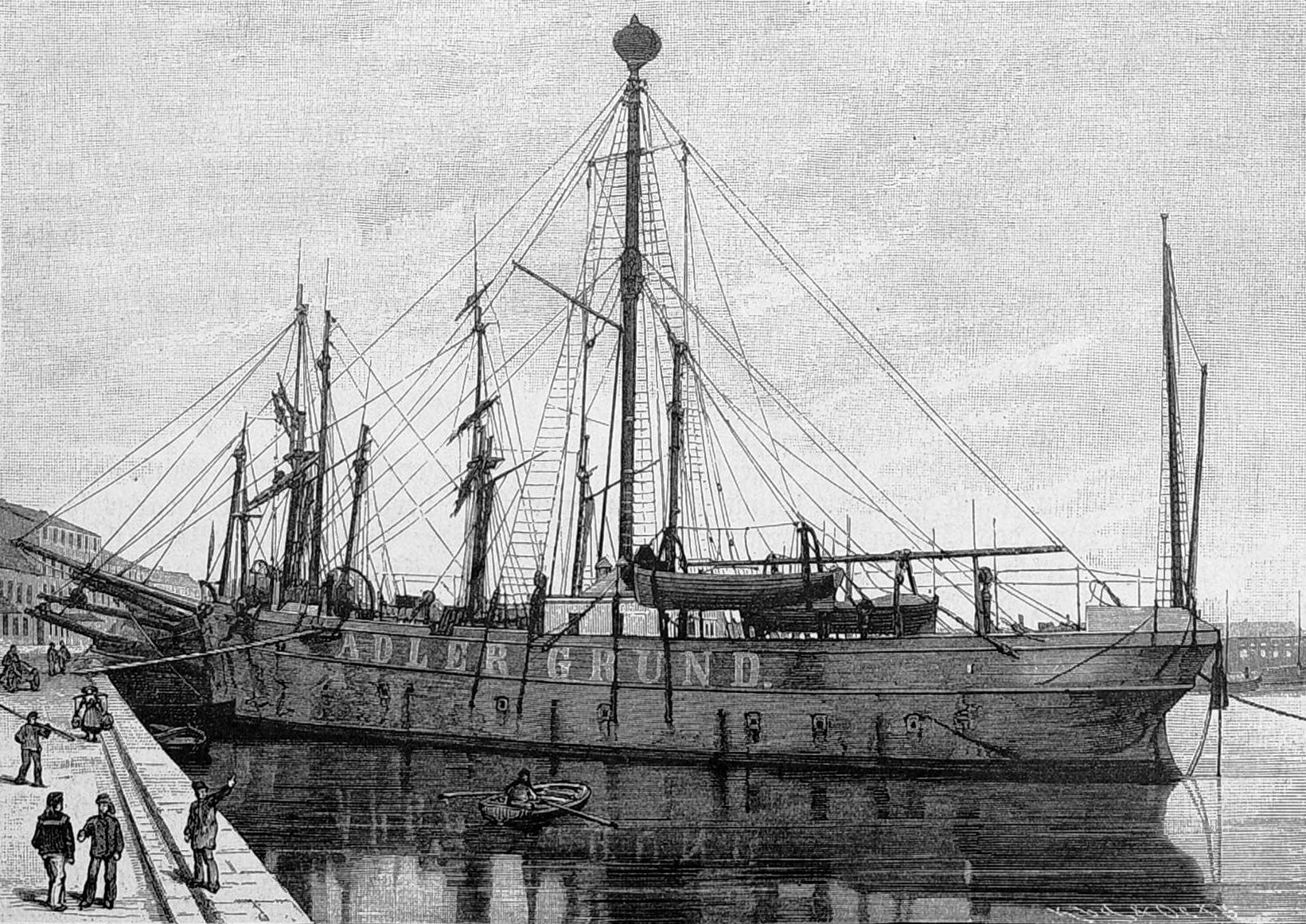
阿德勒浅滩灯船，因在4月1－2日夜间脱离所处方位，对事故造成了影响

舰只于1901年初进行定期维修。修理工作在3月中旬完成，分舰队各成员在基尔重新集结。然后它们开始进入波罗的海进行巡航训练，于4月1日在但泽停留。在那里，克斯特向海因里希王子通报了即将举行的陆军和海军联合演习。在4月2日晚返回基尔的途中，德皇腓特烈三世号于01:27左右在阿德勒浅滩以北的阿科纳角附近撞上了一块未探明的礁石。礁石击穿了舰体的右舷，损坏了舰上的四个水密舱室，使海水灌入，导致舰只向左舷侧倾。最终，有约1,200吨海水涌入舰内。碰撞产生的冲击损坏了舰上的锅炉，并引发贮煤舱火灾，火势蔓延到右舷艉部的锅炉舱，迫使船员关闭了发动机。为了防止火势蔓延，船上的所有弹药舱、轮机舱和储物舱都必须注水。共有三人在救火时身负重伤，其中一人因伤重不治身亡。
船员们成功地扑灭了大火并遏制了进水。同样轻微搁浅（但并未受损）的德皇威廉二世号亦靠过来，若德皇腓特烈三世号有必要弃舰，它将接走其船员；而一旦火势受到控制，它将尝试拖走德皇腓特烈三世号，但缆绳却突然断裂。此时，德皇腓特烈三世号的船员们已经在剩余可用的锅炉中增加了蒸汽，使舰只能以5節（9.3每小時）的速度驶向基尔，并于4月3日抵达。在那里，该舰接受了彻底的检查。船坞工人发现舰上的八个锅炉已严重损坏，许多舱壁因水压而弯曲变形。龙骨遭到广泛破坏，多处裂开大洞。舰只的三副螺旋桨也都全部损坏。临时性的维修在基尔进行，主要是用水泥和木材封住开孔。这项工作在4月23日完成，然后舰只前往威廉港，并于5月4日在当地退役以进行永久性修复。随后的一项调查表明，附近用于航道夜间指引的一艘灯船偏离其指定方位约700米，而事故海域有几处未经探明的礁石。因此，调查得出的结论是，德皇腓特烈三世号的指挥人员在事故中没有过错。调查人员建议对当时仍在设计阶段的德国级战列舰进行方案更改，即采用鱼雷舱壁以提高对水下损伤的抵抗力。但这些变化直到后来的拿骚级无畏战列舰才得到体现，因为它们的尺寸增加了，可以容纳舱壁和相关的水密隔间。
当德皇腓特烈三世号因维修而退役时，它的船员被转移到其新的姊妹舰德皇威廉大帝号舰上。维修工作于11月初完成，该舰于11日重新入役。其船员和海因里希亲王都从德皇威廉大帝号返回。随后的支队操练一直持续到11月，自12月2日起，第一分舰队开始了另一项进入卡特加特海峡和斯卡格拉克海峡的冬季巡航训练。从12月7日至12日，它们停靠在挪威的奥斯陆，期间挪威国王奧斯卡二世曾登舰访问德皇腓特烈三世号。这些舰只于12月15日返抵基尔。

### 1902－1903年

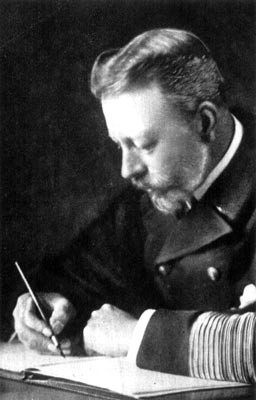
海因里希亲王，曾在德皇腓特烈三世号舰上担任第一分舰队司令

最后一艘铁甲舰于1902年2月撤出分舰队，由德皇腓特烈三世号新入役的姊妹舰德皇卡尔大帝号所取代。该分舰队于4月25日展开一次大规模训练巡航；那天，当这些舰只行经丹尼斯海峡时，德皇威廉大帝号发生了一起严重的锅炉事故，被迫返航维修。德皇腓特烈三世号及分舰队余部则继续进入北海，向苏格兰进发。它们于4月29日穿越彭特兰海峡，然后朝南转向爱尔兰岛。5月1日，这些舰只在斯威利湖短暂停留，继而前往班特里湾，并于五天后至贝雷哈文外围抛锚。在那里，海因里希亲王拜访了他的英国叔父阿瑟亲王，分舰队也受到英国海峡舰队的接待。德国舰群随后驶向都柏林，继而去往锡利群岛，德皇威廉大帝号在那里重新加入分舰队。当它们折返都柏林后，爱尔兰总督杰拉尔德·卡多根伯爵到访了分舰队。5月24日，这些舰只终于开始返德之旅，并于四天后抵达基尔。
在1902年6月的大部分时间里，第一分舰队的舰只都是进行单独训练。时任国家海军办公室国务大臣的阿尔弗雷德·冯·提尔皮茨中带领着帝国议会的预算委员会参观了分舰队，试图说服他们继续扩大海军的价值。月底，海因里希亲王指挥德皇腓特烈三世号动身前往英国，代表德国参加英王爱德华七世的加冕典礼。然而，仪式因故推迟，德皇腓特烈三世号遂于6月30日返回基尔。7月8日，第一分舰队开始前往挪威水域进行训练巡航，至7月20日结束。在这些舰只回到基尔后举行的年度炮术训练中，德皇腓特烈三世号因出色的炮击成绩而赢得了“凯撒射术奖”（Kaiser's Schießpreis）。8月17日，练习舰队在基尔集结进行年度训练演习。德皇腓特烈三世号被编入“敌对”阵营，任务是在波罗的海的大贝尔特海峡巡逻，以阻止“德国”分舰队通过。之后，该舰与其它几艘战列舰还将强行驶入易北河河口，以便占领威廉皇帝运河和汉堡。“敌对”区舰队在三天内便完成了这些任务。
从1902年11月开始，尽管阵中的维特尔斯巴赫级舰只仍处于调试状态，第一分舰队还是进行了一些短途巡航，并以12月1日启动的年度冬季巡航而告终。这些舰只驶入卡特加特海峡，在丹麦的腓特烈港停留，继而继续前往卑尔根，于12月6日至10日在当地驻泊。之后，德皇腓特烈三世号随分舰队返回基尔，于12日抵达。1903年4月2日，分舰队再次出海，并在两天后开始炮术训练。相关操练在当月余下的时间内继续进行，期间仅被暴风雨中断过。接下来的一个月是一次大规模的训练巡航；5月10日，这些舰只驶离易北河，进入大西洋。它们往南朝西班牙方向巡航，于5月14日通过韦桑岛，五天后到达伊比利亚半岛。在那里，它们于蓬特韦德拉外围进行了侦察操练，直至5月20日至维戈抛锚。海因里希亲王在此离开德皇腓特烈三世号，前往马德里展开访问。当他返舰后，分舰队于5月30日离开西班牙。这些舰只于6月3日穿越多佛尔海峡并进一步驶入卡特加特海峡。在那里，它们与海军少校弗朗茨·冯·希佩尔麾下的第一鱼雷艇区舰队的鱼雷艇会合，共同对基尔的防御工事实施模拟攻击。
1903年6月下旬，这些舰只参加了额外的炮术训练，并出席了基尔赛船周。在基尔周期间，一个由奇尔沙治号战列舰和四艘巡洋舰组成的美国分舰队亦有到访。基尔周结束后，得到了新式小巡洋舰阿科纳号补强的第一分舰队与第一鱼雷艇区舰队共同出海，于7月6日至28日期间在北海进行了更多的战术和炮术训练。在训练期间，德皇腓特烈三世号与G-112号鱼雷艇相撞。G-112号上有1人在事故中丧生，但艇只仍然维持漂浮，并被拖到威廉港。德皇腓特烈三世号则仅受到轻微的损害。训练结束后，第一分舰队于7月24日至27日在阿伦达尔驻留，而小型舰艇则前往斯塔万格。它们于7月28日返回基尔，为8月15日开始的年度舰队演习做准备。演习结束后，练习舰队被重组为“活动舰队（Aktive Schlachtflotte）”，而克斯特亦接替海因里希亲王成为舰队司令；他将自己的旗帜从德皇腓特烈三世号转移至德皇威廉二世号。

### 1904－1914年
德皇腓特烈三世号于1904年参加了前往英国的训练巡航，内容包括在北海北部以及挪威沿岸进行分舰队训练。巡航期间，它先后在普利茅斯、弗利辛恩、勒威克和莫尔德作停留。8月29日至9月15日进行的年度秋季舰队演习，对德皇腓特烈三世号而言大致太平无事。该舰于10月1日被调往第二战列分舰队，并在那里担任旗舰。早自9月17日起，它便非正式地担任了这一职责，因为之前的旗舰——岸防舰希尔德布兰德号已经退役。菲舍尔此时已经晋升为海军中将，在他正式调任第二分舰队时，便登上德皇腓特烈三世号升起了自己的将旗。活动舰队的两个分舰队以例行的波罗的海巡航训练结束了这一年的进程，过程波澜不惊。1905年7月12日，舰队开启年度夏季巡航，前往北欧水域；这些舰只于7月20日至24日在哥德堡停留，8月2日至7日又在斯德哥尔摩驻泊。这次行程于两天后结束，随后是当月下旬举行的秋季舰队演习。10月1日，第一分舰队重新设立副司令岗位，并由海军上校胡戈·冯·波尔担任此职，而德皇腓特烈三世号则被转移成为他的旗舰。12月，舰队在波罗的海进行了例行的训练巡航。

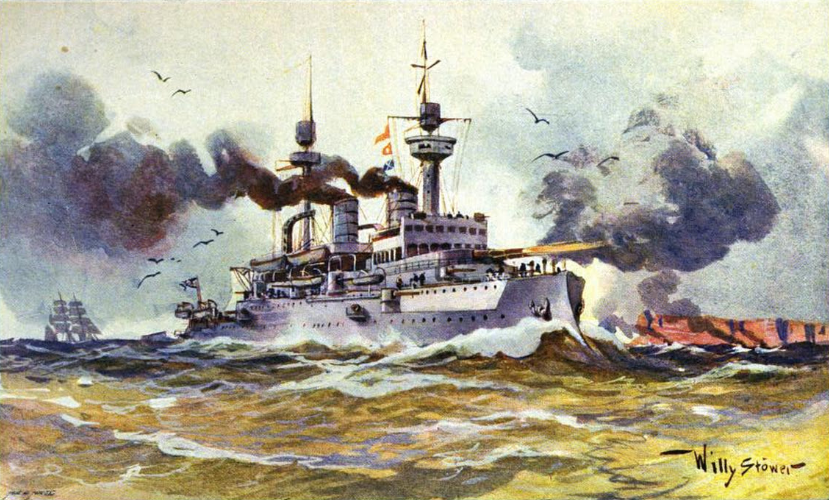
描绘了德皇腓特烈三世号在黑尔戈兰岛附近进行炮术训练的画作

德皇腓特烈三世号于整个1906年都遵循了与往年相同的训练模式。在这年的炮术训练中，它第二次赢得了“凯撒射术奖”。夏季巡航是前往挪威，包括7月20至26日在莫尔德以及7月27日至8月2日在卑尔根停留。同年的秋季舰队演习只持续了一周，从9月7日到15日。演习结束后，德皇威廉二世号取代德皇腓特烈三世号担任分舰队副司令旗舰，但后者仍然留在第一分舰队。12月，舰队将其冬季训练巡航改在北海，而非波罗的海进行。1907年，该舰参加了三次重大训练演习：第一次从5月8日到6月7日、第二次从7月13日至8月10日、第三次则是8月26日至9月14日举行的年度舰队演习。舰队演习结束后，德皇腓特烈三世号立即在基尔的帝国船厂退役，阵中位置由其姊妹舰德皇巴巴罗萨号取而代之。退役期间，该舰接受了大规模的现代化改造，一直持续到1909年。其150毫米炮中有四门被移走，但增加了两门88毫米口径炮。全部十二门机关炮均被拆除，安装在舰艉的鱼雷发射管亦是如此。德皇腓特烈三世号的舰艛还遭到部分削减，以减少舰只过度横摇的倾向，而其烟囱则得到加长。
完成重建后，德皇腓特烈三世号被编入波罗的海的预备役编队，一年中的大部分时间都处于停运状态。它于1910年8月和9月跟随经过重组的公海舰队进行年度舰队演习时才获启用。该舰于8月2日重新入役，编入第三战列分舰队，担任将于四天后登舰的海军中将马克斯·罗尔曼的旗舰。该分舰队于9月8日的演习结束后解散，而德皇腓特烈三世号亦随之于9月15日再次退役。该舰在1911年的大部分时间里也都作储备闲置，仅在年度舰队演习时重启。当7月31日重新入役后，它曾临时担任第三分舰队副司令、海军少将海因里希·萨斯的旗舰。这些舰只在8月17日与舰队余部会合之前先是进行单独训练。演习一直持续到9月11日，之后德皇腓特烈三世号再次退役。这也是该舰在1914年7月第一次世界大战爆发前的最后一次运用。它及其姊妹舰甚至于1912年5月被撤出预备役编队，取而代之的是维特尔斯巴赫级战列舰。

### 第一次世界大战
1914年8月第一次世界大战爆发时，德皇腓特烈三世号及其姊妹舰重返现役，获动员组成第第五战列分舰队。此时它受海军上校阿尔弗雷德·贝加斯指挥。第五分舰队的任务是在北海负责海岸防御。从1914年9月19日至26日和12月26日至30日期间，这些舰只也曾两次被部署至波罗的海。在其中的第一次行动中，时任波罗的海武装部队总司令的海因里希亲王最初计划对文道发动大规模的两栖攻击，但运输工具的短缺迫使其改变了计划。作为替代，第五分舰队将被用作搭载登陆部队，但当海因里希亲王收到了英国舰队将于9月25日进入波罗的海的错误情报后，这一任务也被取消了。德皇腓特烈三世号及其姊妹舰遂于翌日返回基尔，让登陆部队在那里上岸。这些舰只随后继续推进至北海，恢复它们在当地的警戒职责。在第二次部署至波罗的海时，海因里希亲王下令突袭哥特兰岛，攻击该地区的任何俄国军舰。1914年12月26日，这些战列舰在波美拉尼亚湾与波罗的海巡洋支舰队会合，然启程出击。两天后，编队抵达哥特兰岛宣示主权，并于12月30日返回基尔，期间并未发现任何俄国舰船。
分舰队返回北海执行警戒任务，但不久后便于1915年2月退出前线服役。公海舰队受训船员的短缺，加上战时操作老旧舰艇的风险，使德皇腓特烈三世号及其姊妹舰不得不停运。该舰于3月6日在基尔港裁减了舰员编制，并被指派为一艘港湾防御舰。第五分舰队的官员于4月25日登舰，直到此时已晋升为海军少将的贝加斯离开，才转移到沃尔特号。11月20日，德皇腓特烈三世号最后一次退役。它被解除武装，于1916年后常驻在基尔充当浮动监狱。从德皇腓特烈三世号及其它同级舰上拆卸的火炮被重新安置至沿海炮台；其中有八门置于利鲍外围的堤道上、诺德奈岛和叙尔特岛也各有四门。次年，该舰被转移到弗伦斯堡，在当地作宿营船使用；同年晚些时候，它又被转移至斯维内明德。1919年12月6日，德皇腓特烈三世号正式从海军名录中除籍，并被售予一家设于柏林的拆船商。舰只最终于1920年在基尔北堤（Kiel-Nordmole）拆解报废。其舰艏饰则被保留了下来，现存于德累斯顿的联邦国防军军事史博物馆。